# JR 교토선
JR 교토 선(일본어: JR京都線, ジェイアールきょうとせん)은 서일본 여객철도 (JR 서일본) 도카이도 본선의 교토역부터 오사카역 간을 부르는 운행 계통이다. 1988년 3월 13일부터 사용하였으며, 한큐 전철 교토 본선이나 긴키 닛폰 철도 교토 선과 명칭 충돌을 막기 위하여 JR을 앞에 붙이고 있다. 그래서 JR을 앞에 있다.
운행 계통의 색상은 청색(■)이며, JR 고베 선과 같이 서일본 여객철도의 CI 컬러를 색상으로 채용하고 있다.
모든 구간에 JR 교토·고베 선 자동 운행 관리 시스템이 도입되어 있다.

## 운행
JR 고베 선과 비와코 선과 일체로 운행되고 있다. JR 고베 선·비와코 선에 직통하는 신쾌속·쾌속·보통 (게이한신 완행선)의 각 열차 외에도 호쿠리쿠 지방·간사이 국제 공항·산인 지방 방면에 특급 열차도 운영되고 있다. 또, 보통 열차의 반 정도가 후쿠치야마 선 (JR 다카라즈카 선)의 신산다역까지 직통한다.

### 우등 열차
일본국유철도 분할 민영화 후에, 신오사카 착발이었던 규슈 지방의 침대 특급과, 덴노지발의 난키 방면 특급 또, 지즈 급행 철도 개업으로 운행을 개시한 산인 지방의 '슈퍼 하쿠토' 등 열차가 교토까지 직통운전을 하게 되어, 이 구간에 특급 열차 수가 비약적으로 증가했다. 특히, 간사이 국제 공항의 개업과 동시에 운전을 개시한 간사이 공항 특급 '하루카'는 1년 후에 전 열차가 교토까지의 정기열차로서 입선하게 되었으며, 신오사카 - 교토간을 달리는 호쿠리쿠 지방의 L 특급 '라이초' 등의 열차 등, 전부 합쳐서 특급이 시간당 약 4편 정도가 된다. 덧붙여, 교토 착발의 규슈 지방행 침대특급은 2008년 3월 15일 시각표 개정으로 전부 폐지되었다.
신오사카부터 오사카 순환선을 지나 한와 선까지 직통하는 특급 '하루카'나 '구로시오'는 이바라키역 구내 제 3 출발 신호기부터 화물선에 들어가, 스이타 신호장 경유로 신오사카 역에 들어간다. 때문에, 외측선을 주행하는 특급과 신쾌속보다도 소요시간이 약간 길어지게 되어 시간대에 따라 신오사카 역에는 특급열차 2편이 동시에 진입하는 일도 있다.
교토 - 오사카간에 걸쳐서 선형이 완만한 형태로 되어 있어, 외측선은 일부 구간을 제외하고는 130 km/h 운전이 가능하며, 내측선의 경우에는 120 km/h까지 대응하고 있다. 하지만 우등열차는 내측선을 달리는 일이 없다 (단, 회송 열차나 임시 열차 제외)
이 구간을 달리는 우등 열차는 다음과 같다.
- 침대특급 '후지' '하야부사' (도쿄 - 오이타·구마모토)
- 침대특급 '선라이즈 세토' '선라이즈 이즈모' (도쿄 - 다카마쓰·이즈모 시)
- 침대특급 '니혼카이' (아오모리 - 오사카
- 침대특급 '트와일라잇 익스프레스' (삿포로 - 오사카)
- 급행 '기타구니' (니가타 - 오사카)
- 특급 '라이초' (가나자와 - 오사카)
- 특급 '선더버드' (우오즈·도야마·와쿠라 온천 - 오사카)
- 특급 '비와코 익스프레스' (마이바라 - 오사카)
- 특급 '하루카' (마이바라·구사쓰 - 간사이 공항)
- 특급 '(와이드 뷰) 시나노' (나가노 - 오사카)
- 특급 '(와이드 뷰) 히다' (다카야마 - 오사카)
- 특급 '구로시오' (교토 - 신구)
- 특급 '슈퍼 구로시오' (교토 - 신구)
- 특급 '오션 애로우' (교토 - 신구)
- 특급 '슈퍼 하쿠토' (교토 - 돗토리·구라요시)
- 이 외에도 무코마치 소재 교토 종합 운전소의 입출고 관계로, '하마카제'나 '단바', '기타긴키' 등의 열차가 회송 열차로 이 구간에서 달린다. 또, '선더버드', '라이초', '기타구니' 등의 무코마치 - 오사카 간 회송 열차는 홋포 화물선을 경유한다. 하행 오사카 행 열차는 교토 종합 운전소에 입고 할 때 오사카 역에서 하행 방향으로 진행하여, 쓰카모토역을 통과 후에 홋포 화물선의 서측에 진입해 그 상태로 JR 교토 선 외측선에 합류한다 (출고시에는 반대로). 때문에, 입출고시에는 열차 편성의 방향이 반대로 되어있다.

### 신쾌속
신쾌속은 JR 고베 선의 히메지역, 산요 본선의 아보시역·가미고리역, 아코 선의 반슈아코역 방면에서 JR 교토 선을 경유, 비와코 선의 나가하마역, 호쿠리쿠 본선의 오미시오쓰역·쓰루가역까지 직통운전을 하고 있다. 오전부터 밤까지 약 15분 간격으로 운전되고 있으며, 교토 방면은 비첨두 시간대에 한 편이 고세이 선에, 나머지 3편이 비와코 선에 직통하고 있으며, 야간은 4편 모두 비와코 선에 직통하고 있다.
전 열차가 223계 1000번대와 2000번대를 사용하고 있으며, 8량 또는 12량 편성 (출근 시간대 등)으로 운전하고 있다. 교토 - 신오사카 간은 외측선을, 신오사카 - 오사카 간은 내측선을 주행하며, 출근 시간대에는 신오사카 - 오사카 간에서 외측선을 주행하는 경우도 있다. 이른 아침 시간대나 심야 시간대 이외에는 오사카 - 교토 간에서 제일 빠른 열차가 되고 있다.
자세한 사항은 신쾌속 항목을 참조.

### 쾌속
쾌속은 교토 이후의 비와코 선에 직통하며, 오사카 역에서 일부를 제외하고는 JR 고베 선에 직통하고 있다. 아침, 심야를 제외하고는 다카쓰키역 이동(以東)에서는 보통으로서 운전한다.
아보시 종합 차량소 소속의 221계, 223계 1000번대, 2000번대, 6000번대에 의해 6, 8, 10, 12량 편성으로 운전되고 있다. 내측선을 주행하며, 최고속도는 120 km/h이다. 아침 시간대에는 오사카 - 다카쓰키 간에서 외측선을 주행하는 열차도 있으며, 223계 1000번대나 2000번대로 운전되는 경우에는 130 km/h까지 속도를 낼 때도 있다. 이른 아침이나 아침 출근 시간대, 심야 이외에는 야마자키역 근처에서 신쾌속에게 추월당한다. 또, 다카쓰키 역에서 보통 다카쓰키 발착의 보통 열차와 상호 접속한다. 승무원 들에게는 열차번호의 맨 끝을 따서 'T전' 이라고 불리고 있다.
운행 경로는 간사이 급행 전철이라고 불렸던 게이한신 지방간의 급행 열차이다. 1937년의 교토 - 스이타간 전철화에 따라 오사카 - 고베 간에 급행 전동차가 교토까지 연장되었던 것이 시초이며, 세계 2차 대전시에는 일시 운전을 중지했지만, 전후에 다시 재개 되었다. 당시에는 오사카와 교토 간에 정차하는 역은 없었다.
- 1956년 - 마이바라~교토간의 전철화에 따라서 교토역 이동(以東) 직통운행 개시.
- 1957년 - 다카쓰키역 구내 개량 공사 (다카쓰키 전차구 개설 공사)에 따라서, 다카쓰키 역 정차.
- 1961년 - 이등 열차 (후의 그린샤) 연결 개시.
- 1964년 10월 - 신칸센 개업에 따라 신오사카역 개업, 신오사카 역 정차.
- 1965년 2월 - 113계 배치로, 80계 치환. 기본 7량, 부속 4량 편성.
- 1966년 10월 - 사로 110형 배치에 따라서 이등 열차를 연결 열차를 113계로 치환. 다카쓰키·미야하라 전차구 소속 차량은 기본 8량, 아카시 전차구 소속 차량은 기본 7량.
- 1970년 3월 - 오사카 만국 박람회 개최에 따라서, 개최 기간내에 이바라키역 임시 정차. 정차 지속 운동이 일어나, 개최 종료 후에도 상시 정차하게 됨.
- 1974년 7월 - 고세이 선 개업. 일부 열차 고세이 선에 직통하게 됨.
- 1980년 10월 - 그린샤 연결 중지. 10월 개정에 따라서 정식으로 폐지되었지만, 이미 동년 8월 말부터 시각표 상에서 그린샤 마크가 사라지고, 그린샤 차량을 보통차로 개방하였다. 편성에서 빠진 그린샤는 도쿄 지구로 전출되어, 기본 7량으로 통일.
- 1981년 10월 - 다카쓰키 전차구 소속 편성에 사하 111형이 연결되어 기본 8량화.
- 1984년 - 낮 시간대의 쾌속이 교토 - 다카쓰키 간 각역에 정차하게 됨. 이후에, 다카쓰키 이동에서 각역정차하는 쾌속이 많아지면서 현시점에서는 아침 시간대나 심야 시간대 운전의 쾌속을 제외하고는 교토 - 다카쓰키 간을 각역에 정차 하게 된다. 때문에, 역, 차장 등의 안내시에도 다카쓰키 이동(以東)에서는 보통으로 표기, 안내방송 하고 있다.
- 1989년 3월 - 221계 투입 개시.
- 1995년 6월 - 교토 - 다카쓰키 간 통과 시간대의 일부 쾌속이 코타리 역 (현 나가오카쿄역)에 정차.
- 1995년 9월 - 평일 쾌속이 나가오카쿄 역에 상시 정차하게 됨.
- 1996년 3월 - 모든 쾌속이 나가오카쿄 역에 정차하게 됨.
- 2004년 10월 - 113계 정기 운용 종료.

### 보통
1972년 3월 15일 산요 신칸센의 오카야마역 개업에 따라서 시각표 개정이 되어, 낮시간대 15분 간격의 패턴 시각표가 생겼다. 오사카 역 상행 방향을 예로 들자면, 신쾌속, 쾌속 (오사카에서 신쾌속을 대피), 보통 (고시엔구치→교토), 보통 (니시아카시→스이타) 식으로 발차하는 것을 뜻한다. 스이타, 고시엔구치 발착으로 계통을 분할했던 것은 보통을 니시아카시→교토간에 걸쳐 운전하는 것은 당시 내측선에 공용하고 있었던 신쾌속을 대피하는 것이 어려웠기 때문이다. 결과적으로 교토 - 기시베역간은 15분 간격으로 보통 열차가 오는 형태가 되었다. 덧붙여, 낮시간대 이외의 시간대에서는 다카쓰키 발착의 계통도 존재했다.
1985년 3월에 낮시간대 쾌속이 교토 - 다카쓰키 간을 각역정차하게 되면서 낮시간대 운전 구간이 다카쓰키 이서로 한정되었다. 보통에 201계 차량이 투입되면서 스피드 업이 이루어져, 신쾌속을 대피하는 역에서의 대피가 어렵게 되자, 다카쓰키 - 니시아카시 (시간당 4편)과 스이타 - 고시엔구치 (시간당 2편)의 패턴이 되었지만, 스이타 - 오사카 계통은 시간당 8편에서 6편으로 감편되었다. 또, 아침, 저녁 시간대에는 적지만 구사쓰역까지 연장 운전이 이루어지게 되었다.
1986년 11월의 개정에 따라, 신쾌속이 외측선으로 나가면서 다카쓰키 - 니시아카시 (시간당 4편), 다카쓰키 - 고베 (시간당 4편)이 되어, 다카쓰키 - 오사카 간의 전구간에 걸쳐서 보통 열차가 15분당 2편으로 늘어나게 되었다. 이후 교토 역 빌딩 개업에 따른 1997년 9월 개정에 따라, 이용의 편의성을 증진시키기 위하여 다카쓰키 - 고베간 계통을 교토 - 고베로 연장하여, 교토 선 내에서는 보통 열차가 15분에 2편 간격으로 정착되었다. 또, 다카쓰키 - 아마가사키간의 계통이 후에 다카쓰키 - JR 다카라즈카 선 경유 신산다간 운전으로 변경되었다.
현재는 낮시간대의 패턴이 야간까지도 확대되어, 교토 - 니시아카시 간 (일부는 스마역까지만)과 JR 다카라즈카 선 직통의 다카쓰키 - 신산다 간의 각 계통이 15분 간격으로 운전되고 있다. 아침, 심야 시간대에는 비와코 선의 야스역이나 고세이 선의 가타타역·오미마이코역, JR 고베 선의 가코가와역까지도 직통하는 경우가 있다. 모든 보통 열차는 내측선을 주행한다.
차량은 아보시 종합 차량소 아카시 품질 관리 센터 소속의 207계, 321계 7량 편성으로 운행되고 있다.
열차번호의 끝을 C (휴일의 경우 B)로 설정하여 다른 전동 열차와 구분하고 있다. 때문에 'C전'이라고 불리기도 한다.
또, 일본국유철도 시대부터 게이한신 완행선이라고 불리는 일이 많다. 운전 변화나 사용 차량등은 게이한신 완행선을 참조.

### 화물 열차
이바라키 - 센리오카 간에 분기기 (현재는 이바라키 역 구내에 포함됨)가 있어 화물 열차는 그 분기기부터 화물선을 통하여 스이타 신호장 방면으로 향한다. 도카이도 본선-산요 본선의 직통 화물 열차는 스이타 신호장 - 미야하라 조차장 (1998년에 미야하라 종합 운전소로 통합) - 아마가사키 역간 통칭 홋포 화물선을 경유해, 오사카 역을 들리지 않는다. 사쿠라지마 선 아지카와구치역의 화물 열차는 스이타 신호장에서 우메다 화물역을 지나 오사카 순환선 니시쿠조역의 우메다 화물선을 지난다.
또, 화물선도 여객열차의 통행에 활용되고 있다. 교토부터 난키, 간사이 공항 방면으로 향하는 열차는 스이타 신호장, 우메다 화물선 경유로 오사카 순환선에 들어오는 경로를 취한다. 또, 교토 역의 산인 본선 플랫폼 (30번 하루카 플랫폼 등)으로부터 하행 열차는 교토 화물역의 구내를 거쳐 이른바 하루카 경로를 거치는 경우도 있다.
이외에도 우메코지 역 구내로부터 직접 산인 본선 (사가노 선)의 단바구치역간의 연락선을 이용하여 한때 고베, 오사카로부터 사가아라시야마간에 직통 임시 열차가 달렸던 적도 있지만, 잘못 타는 승객이 많아서 정착되지는 못했다.

## 역 일람
- 쾌속 : 일부 시간대를 제외하고는 다카쓰키역 이동에서 보통 열차로서 운행.
- 특급, 급행 열차의 정차역은 각 열차 페이지를 참조.
- 범례
  - 정차역 … ● : 모든 열차 정차, ▲ : 아침, 심야 시간대는 통과, ｜ : 모든 열차 통과

| 역명              | 일어 역명   | 쾌속 | 신쾌속 | 접속 노선 | 역간 거리 | 영업 거리 | 소재지   | 소재지       | 소재지       |
| 교토              | 京都        | ●    | ●      | ■ 도카이도 신칸센 ■ 비와코·고세이 선 (직결 운행) ■ 사가노 선 ■ 나라 선 ■ 긴키 닛폰 철도 교토 선 ■ 교토 시 교통국 지하철 가라스마 선 | 0.0       | 0.0       | 교토부   | 교토시       | 시모교구     |
| 니시오지          | 西大路      | ▲    | ｜     | | 2.5       | 2.5       | 교토부   | 교토시       | 미나미구     |
| 가쓰라가와 (구세) | 桂川 (久世) | ▲    | ｜     | | 2.8       | 5.3       | 교토부   | 교토시       | 미나미구     |
| 무코마치          | 向日町      | ▲    | ｜     | | 1.1       | 6.4       | 교토부   | 무코시       | 무코시       |
| 나가오카쿄        | 長岡京      | ●    | ｜     | | 3.7       | 10.1      | 교토부   | 나가오카쿄시 | 나가오카쿄시 |
| 야마자키          | 山崎        | ▲    | ｜     | | 4.0       | 14.1      | 교토부   | 오토쿠니군   | 오야마자키정 |
| 시마모토          | 島本        | ▲    | ｜     | | 2.2       | 16.3      | 오사카부 | 미시마군     | 시마모토정   |
| 다카쓰키          | 高槻        | ●    | ●      | | 5.3       | 21.6      | 오사카부 | 다카쓰키시   | 다카쓰키시   |
| 셋쓰톤다          | 摂津富田    | ｜   | ｜     | | 2.9       | 24.5      | 오사카부 | 다카쓰키시   | 다카쓰키시   |
| JR소지지          | JR総持寺    | ｜   | ｜     | | 1.7       | 26.2      | 오사카부 | 이바라키시   | 이바라키시   |
| 이바라키          | 茨木        | ●    | ｜     | | 2.0       | 28.2      | 오사카부 | 이바라키시   | 이바라키시   |
| 센리오카          | 千里丘      | ｜   | ｜     | | 2.9       | 31.1      | 오사카부 | 셋쓰시       | 셋쓰시       |
| 기시베            | 岸辺        | ｜   | ｜     | | 3.3       | 32.8      | 오사카부 | 스이타시     | 스이타시     |
| 스이타            | 吹田        | ｜   | ｜     | ■ 한큐 전철 센리 선 (한큐 스이타) | 2.4       | 35.2      | 오사카부 | 스이타시     | 스이타시     |
| 히가시요도가와    | 東淀川      | ｜   | ｜     | | 3.1       | 38.3      | 오사카부 | 오사카시     | 요도가와구   |
| 신오사카          | 新大阪      | ●    | ●      | ■ 도카이도·산요 신칸센 ■ 오사카 시 교통국 지하철 미도스지 선 | 0.7       | 39.0      | 오사카부 | 오사카시     | 요도가와구   |
| 오사카            | 大阪        | ●    | ●      | ■ JR 고베 선 (직결 운행) ■ 후쿠치야마 선 (직결 운행) ■ 오사카 순환선 ■ JR 도자이 선 (기타신치역) ■ 한큐 전철 교토 · 다카라즈카 · 고베 본선 (우메다역) ■ 한신 전기 철도 본선 (우메다 역) ■ 오사카 시 교통국 지하철 미도스지 선 (우메다 역) ■ 오사카 시 교통국 지하철 다니마치 선 (히가시우메다 역) ■ 오사카 시 교통국 지하철 요쓰바시 선 (니시우메다 역) | 3.8       | 42.8      | 오사카부 | 오사카시     | 기타구       |

## 같이 보기
- 어번 네트워크
- 게이한신 완행선
- 호쿠리쿠 본선
- 오사카 순환선
- 산요 본선